# Niji (L'Arc-en-Ciel)
Niji (虹? "Arcobaleno") è un brano musicale del gruppo musicale giapponese de L'Arc~en~Ciel, pubblicato come primo singolo estratto dall'album Heart, il 17 ottobre 1997. Il singolo ha raggiunto la terza posizione della classifica Oricon dei singoli più venduti in Giappone, rimanendo in classifica per venticinque settimane e vendendo 723 211 copie. Il singolo è stato ripubblicato il 30 agosto 2006.

## Tracce
CD Singolo KSCL-1028
1. Niji (虹)
2. THE GHOST IN MY ROOM

Durata totale: 10:10

## Classifiche
| Classifica (1996) | Posizione più alta |
| ----------------- | ------------------ |
| Giappone (Oricon) | 3                  |